# Harpactea aeoliensis
Harpactea aeoliensis är en spindelart som beskrevs av Pietro Alicata 1973. Harpactea aeoliensis ingår i släktet Harpactea och familjen ringögonspindlar.
Artens utbredningsområde är Italien. Inga underarter finns listade i Catalogue of Life.